# نشيد جيبوتي الوطني
نشيد جيبوتي الوطني كتب كلماته (آدم علمي) باللغة الصومالية ولحنه (عبدي روبله) واعتمد عام 1977 بعد استقلال جيبوتي عن فرنسا.

## الكلماتبـالصومالية
Hinjinne u sara kaca

Calankaan harraad iyo

Haydaar u mudateen.

Hir cagaarku qariyayiyo

Habkay samadu tahayoo

Xiddig dhi igleh hoorshoo

Caddaan lagu hadheeyaay.

Maxaa haybad kugu yaal.

## الترجمة إلىالعربية
انهضوا بقوة إلى حيث رفعنا رايتنا

تلك الراية التي كلفتنا الغالي والنفيس

مع مزيد من العطش والألم

رايتنا بألونها التي أخذت أبد الدهر

أخضرها من الأرض، وأزرقها من السماء

والأبيض لون السلام، وسطه النجم الأحمر بلون الدم

يا رايتنا، كم تبعثين على الفخر !!!